# Argonauta (molusco)
Argonauta (nomeados, em inglês, argonaut, paper nautilus -sing. ou paper nautiluses -pl.; estas duas últimas frases, na tradução para o português, significando "náutilo de papel" ou "nautiloides de papel"; embora sejam polvos verdadeiros e não animais pertencentes à subclasse Nautiloidea. Em portuguêsː argonauta -sing., um nome dado a cada um dos lendários heróis gregos que viajaram na mitológica nau Argo em busca do velocino de ouro) é um gênero de moluscos cefalópodes pelágicos marinhos de distribuição cosmopolita em mares tropicais e subtropicais, classificado por Carolus Linnaeus, em 1758, no seu Systema Naturae, ao descrever sua espécie mais conhecida: Argonauta argo, que também habita o mar Mediterrâneo. É o único gênero (táxon monotípico) pertencente à família Argonautidae (popularmente conhecidos como argonautídeos -pl.) da ordem Octopoda, na subclasse Coleoidea (polvos, lulas e chocos), contendo quatro espécies extantes.

## Descrição
Argonauta não produz conchas verdadeiras, sendo um gênero com grande dimorfismo sexual e dotado de duas fileiras de ventosas em seus tentáculosː suas fêmeas, cerca de oito vezes maiores e bem mais pesadas que os machos, confeccionam uma concha branca ou castanha de ampla abertura; fina, frágil, translúcida, de calcita semelhante ao pergaminho e comprimida lateralmente, feita com dois de seus tentáculos, de abas membranosas, e que serve principalmente como proteção e como um invólucro para seus ovos, tanto que são capazes de abandoná-las; tais conchas podendo ter uma dobra para fora, formando um tipo de "orelha" e podendo alcançar até os 30 centímetros de comprimento; não tendo estas a mesma origem que a concha de outros moluscos (não sendo produzidas por seu manto), por vezes sendo dotadas de uma dupla fila de tubérculos em sua superfície ondulada e altamente variável. Aparecendo ocasionalmente pelas praias, em encalhes maciços e periódicos, as suas conchas ainda servem como um tanque de lastroː o argonauta sobe à superfície da água, engole ar com sua concha e, depois, o sela em seu interior; mergulhando em seguida até que a bolha de ar, nela presa, neutralize o peso de seu corpo. Ele então pode nadar sem ter que gastar energia para manter a sua posição na coluna de água. No oceano são encontrados geralmente unidos às medusas. O macho do Argonauta difere da fêmea por sua menor dimensão, por prescindir de concha e por um tentáculo de maior comprimento, denominado hectocótilo e cuja função é fecundar a fêmea. Tal estrutura contém os espermatozoides, é liberada e permanece dentro da fêmea; sua denominação técnica dada pelo naturalista Georges Cuvier, que documentou pela primeira vez a presença de um hectocótilo em uma fêmea e pensou que se tratava de um verme parasita, por ele denominado Hectocotyle octopodis, em 1829. Machos já foram relatados vivendo dentro das salpas.

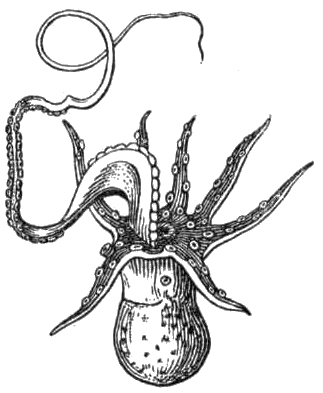
O macho do Argonauta (ilustração) difere da fêmea por sua menor dimensão, por prescindir de concha e por um tentáculo de maior comprimento,[5] denominado hectocótilo.
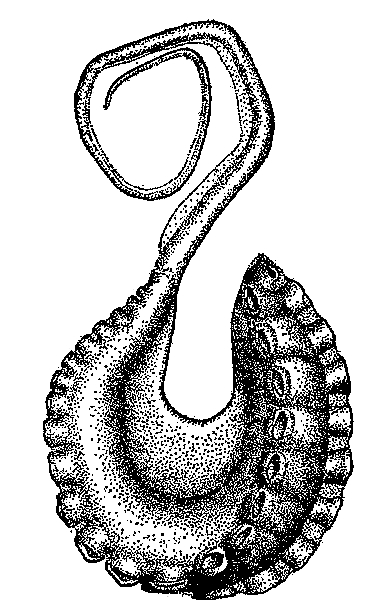
ilustração de um tentáculo hectocótilo[10] de um macho de Argonauta. Em 1829 o naturalista Georges Cuvier o batizara Hectocotyle octopodis e o confundira com um verme parasita.

## Espécies e denominação vernácula inglesa
- Argonauta argo Linnaeus, 1758 (espécie-tipo)[1] — common paper nautilus[3][13]
- Argonauta hians [Lightfoot], 1786[1] — brown paper nautilus[3]
- Argonauta nodosus [Lightfoot], 1786[1] — nodose paper nautilus[3][13]
- Argonauta nouryi Lorois, 1852[1] — Noury's paper nautilus[3]

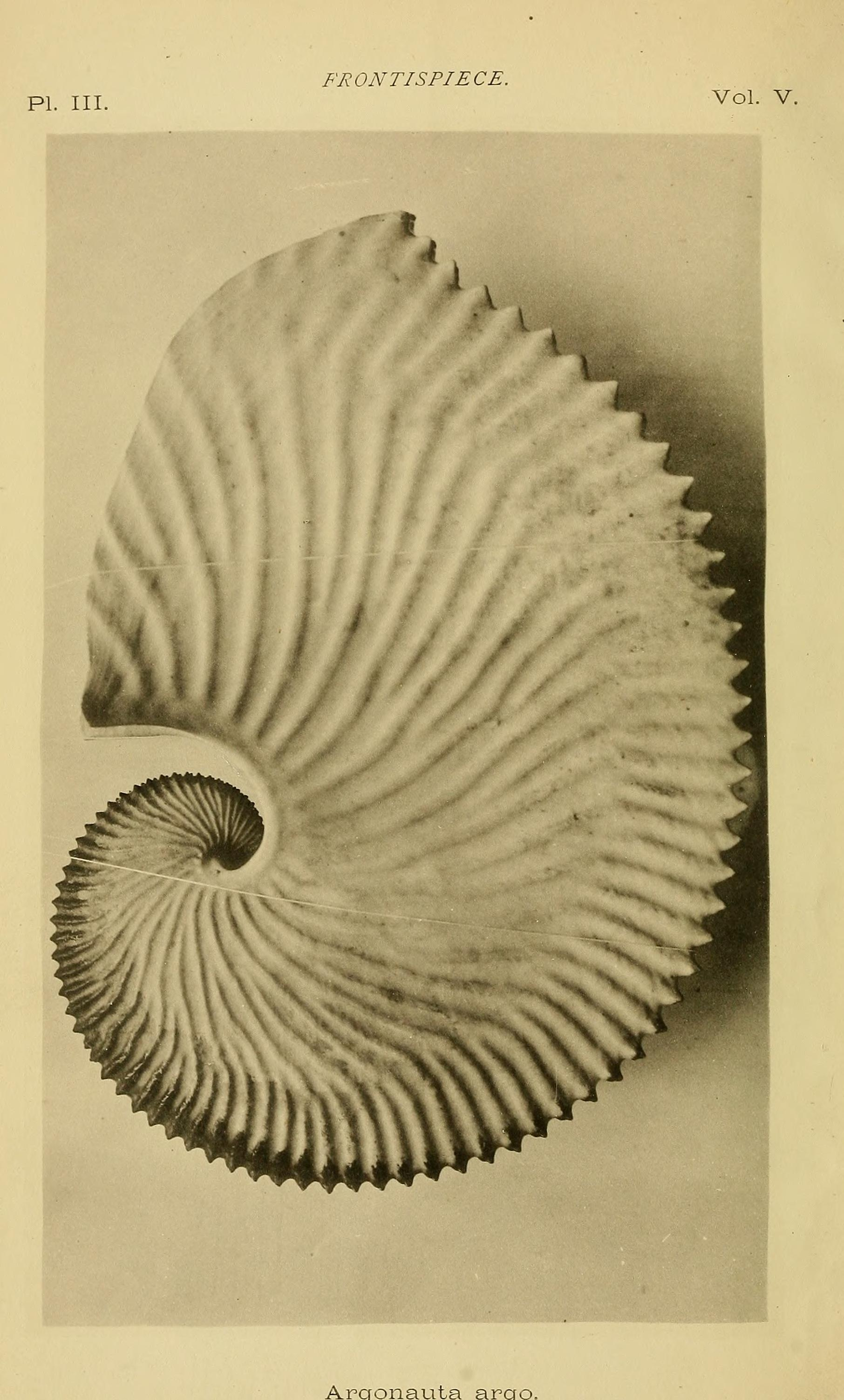
Concha de uma fêmea de Argonauta argo, em uma fotografia publicada no Journal of conchology do ano de 1886. É a espécie tipo do gênero Argonauta[1] e pode ser encontrada nos mares tropicais e subtropicais do mundo,[4] inclusive no mar Mediterrâneo.[9] Não se sabia do macho até o século XIX.
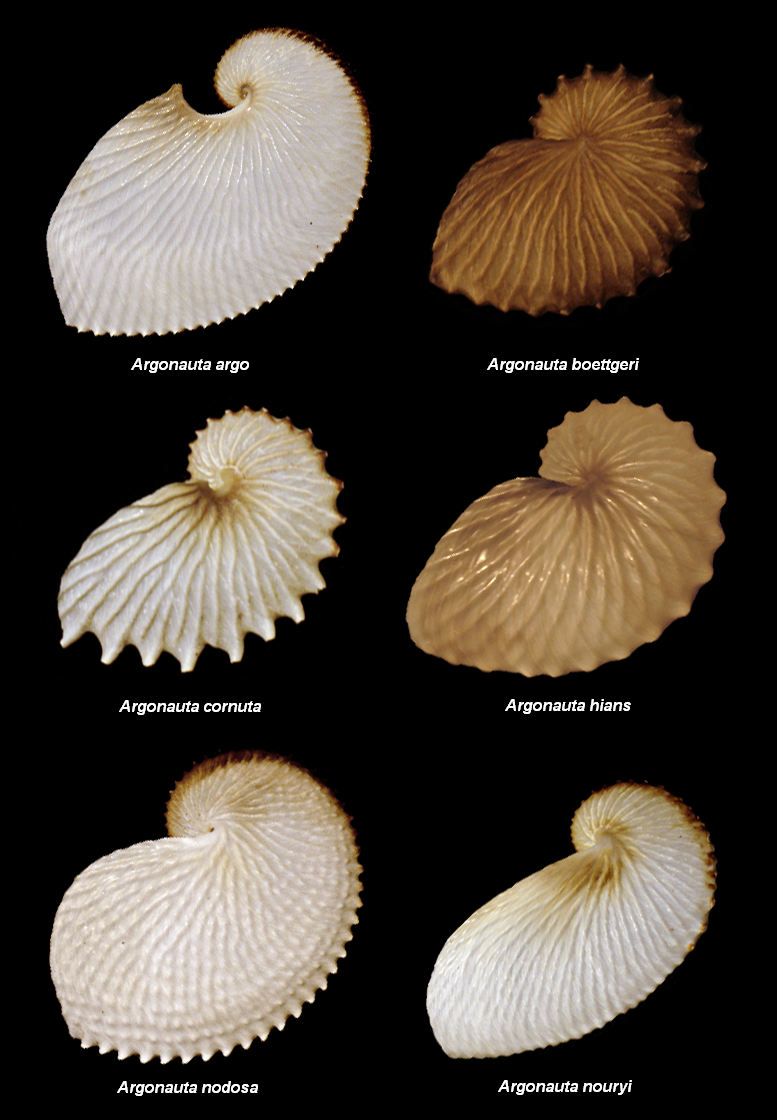
As seis conchas dos argonautas desta foto são altamente variáveis. Eles geraram muita confusão e debate científico sobre o número exato de espécies.[4] Nesta foto, Argonauta boettgeri e Argonauta cornuta (sic) são sinônimos de Argonauta hians e Argonauta nouryi.

## Argonautae a Humanidade
Em 300 a.C., o filósofo Aristóteles já sugerira que a fêmea desse polvo usasse a sua concha como barco, flutuando na superfície do oceano e usando os seus tentáculos como remos e velas. Apesar da total falta de evidências para esta "hipótese da navegação", ela fora defendida por Júlio Verne, centenas de anos depois, escrevendo sobre a navegação dos argonautas em seu romance de 1887, Vinte Mil Léguas Submarinas. Apenas após 1923 e pelo trabalho de Adolf Naef é que se soube que tal estrutura não era uma espécie de barco, mas um recipiente de ovos. Antes, no século XIX, uma mulher, costureira e bióloga autodidata cujo nome era Jeanne Villepreux-Power, se concentrou no estudo dos argonautas e descobriu a verdadeira função de sua concha e tentáculos modificados.  O agrônomo Eurico Santos, divulgador da fauna do Brasil, também erra ao citar que nada lhe falta ao símile de embarcação, pois o argonauta só difere dos outros polvos porque, dos oito braços que lhe cercam a cabeça, dois deles formam palhetas ovais nas extremidades e que, levantando aos céus aquelas duas "velas", lá se vão sobre a doçura das brisas com a sua concha que é uma verdadeira embarcação que lhe permite navegar sobre a superfície das águas. O Dicionário Aurélio cita a fêmea "tendo também dois braços com dilatação apical que lhe serve de vela para locomoção". Estas conchas têm uma longa história e suas ilustrações adornam artefatos que remontam à Civilização Minoica ou aparecem nas primeiras obras conquiliológicas.

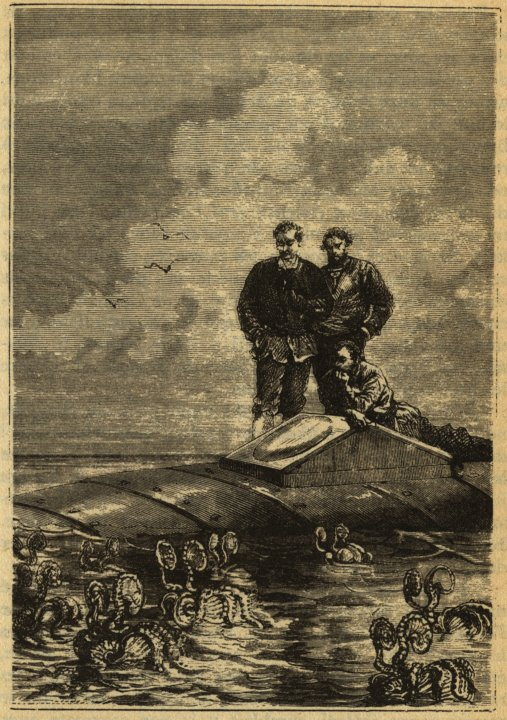
Uma antiga ilustração de vários argonautas cercando o submarino Nautilus no romance Vinte Mil Léguas Submarinas, de Júlio Verne. Os primeiros naturalistas pensavam que os argonautas "navegavam" ao redor dos oceanos usando dois de seus tentáculos como velas; com muitas posturas anatômicas estranhas em seus primeiros desenhos (na realidade, os argonautas se movimentam expelindo água).
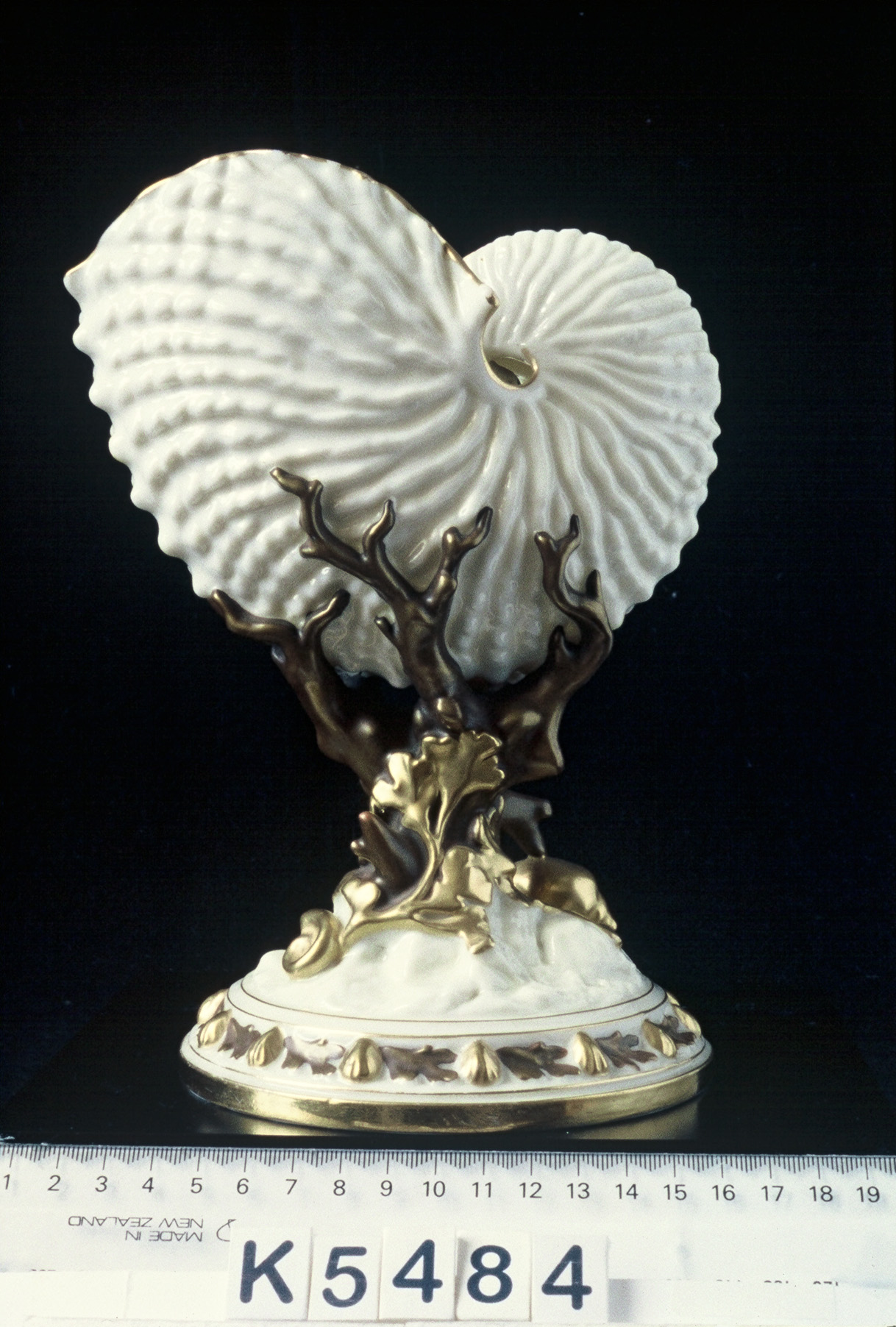
Fotografia de uma porcelana em forma de concha de argonauta montada sobre um pedestal. Estas conchas têm uma longa história e suas ilustrações adornam artefatos que remontam à Civilização Minoica ou aparecendo nas primeiras obras conquiliológicas.[7] Em 300 a.C., o filósofo Aristóteles já sugerira que a fêmea desse polvo usasse a sua concha como um barco, flutuando na superfície do oceano.